# Phyllolabis hurdi
Phyllolabis hurdi là một loài ruồi trong họ Limoniidae. Chúng phân bố ở miền Tân bắc.